# Гаража, Денис Олегович
Дени́с Оле́гович Гаража (15 мая 1987, Атбасар) — белорусский гребец-каноист, выступает за сборную Белоруссии с 2009 года. Участник летних Олимпийских игр в Лондоне, многократный чемпион мира и Европы, победитель этапов Кубка мира и национальных первенств. На соревнованиях представляет Гомельскую область и город Минск, заслуженный мастер спорта Республики Беларусь.

## Биография
Денис Гаража родился 15 мая 1987 года в городе Атбасар Акмолинской области Казахской ССР, но с детства жил в белорусском городе Мозырь. Активно заниматься греблей начал в местной детско-юношеской спортивной школе «Жемчужина Полесья», проходил подготовку под руководством тренера Виктора Савченко. Позже присоединился к спортивному обществу «Динамо», тренировался у таких специалистов как Р. И. Минадаров, В. А. Рыбак и В. В. Ведехин.
Первого серьёзного успеха добился в 2009 году, когда впервые вошёл в основной состав национальной сборной Белоруссии, победоносно дебютировал на Кубке мира, завоевал две золотые медали на чемпионате мира в канадском Дартмуте — среди одиночных каноэ на 500 метров и среди четвёрок на 1000 метров. Ещё одну золотую медаль привёз с чемпионата Европы в немецком Бранденбурге, где одолел всех своих соперников на полукилометровой дистанции. В 2010 году на чемпионате мира в польской Познани повторил достижение предыдущего сезона, получил золотые награды в дисциплинах С-1 500 м и С-4 1000 м, кроме того, добился немалого успеха на европейском первенстве в испанской Тразоне, вновь стал чемпионом среди одиночек на полукилометровой дистанции и добыл серебро в составе каноэ-четвёрки. По итогам сезона удостоен почётного звания «Заслуженный мастер спорта Республики Беларусь».
В сезоне 2011 года, несмотря на полученную травму и долгий период восстановления, продолжил серию победных выступлений, в частности, на мировом первенстве в венгерском Сегеде победил в гонке на 1000 метров среди четырёхместных экипажей и был вторым среди одноместных каноэ. На чемпионате Европы в сербском Белграде, тем не менее, смог выиграть только бронзовую награду одиночного зачёта. Благодаря череде удачных выступлений удостоился права защищать честь страны на летних Олимпийских играх 2012 года в Лондоне. Поскольку его коронные дисциплины были исключены из олимпийской программы, вынужден был соревноваться на спринтерской двухсотметровой дистанции. Ему удалось пробиться в финальную стадию, но в решающей гонке он занял лишь пятое место. «С учётом того, что моей профильной дистанцией до недавних пор считалась 500-метровка, то нынешний результат в 200-метровом спринте можно считать достойным».
После Олимпиады Гаража остался в основном составе белорусской национальной команды и продолжил принимать участие в крупнейших международных соревнованиях. Так, в 2013 году он выиграл серебряную медаль на чемпионате мира в немецком Дуйсбурге — с каноэ-четвёркой на километровой дистанции. На европейском первенстве в португальском городе Монтемор-у-Велью попал в число призёров в обеих своих дисциплинах, выиграл серебро среди одиночек в гонке на 500 метров и взял золото среди четвёрок в заплыве на 1000 метров.
Ныне живёт и тренируется в Минске. Имеет высшее образование, в 2010 году окончил Мозырский государственный педагогический университет имени И. П. Шамякина, где обучался на факультете физической культуры.